# Resurrection (americká hudební skupina)
Resurrection (v překladu z angličtiny vzkříšení) je americká death metalová kapela založená v roce 1990 ve městě Tampa na Floridě, je součástí legendární floridské death metalové scény.
Kapela přerušila svou existenci v roce 1996, v roce 2005 se opět zformovala.
Debutní studiové album vyšlo roku 1993 a nese název Embalmed Existence. V roce 2008 vyšla druhá dlouhohrající deska Mistaken for Dead.

## Diskografie

### Demo nahrávky
- Demo 91 (1991)
- Demo 1992 (1992)

### Studiová alba
- Embalmed Existence (1993)
- Mistaken for Dead (2008)[2]

### EP
- Ritual Slaughter (2007)
- Soul Descent - March of Death (2014)